# Comté de Harris (Texas)
Pour les articles homonymes, voir Harris et Comté de Harris.
Le comté de Harris, en anglais : Harris County, est un comté situé au sud-est de l'État du Texas aux États-Unis. Son siège de comté est la ville de Houston. Selon les estimations du Bureau du recensement des États-Unis, sa population est de 4 731 145 habitants en 2020. Il s'agit du comté le plus peuplé de l'État du Texas et le troisième comté américain le plus peuplé, derrière ceux de Los Angeles en Californie (10 017 068 habitants) et Cook dans l'Illinois (5 231 351 habitants). Le comté a une superficie de 4 602,5 km2, dont 4 411,9 km2 de surface terrestre. Le comté est créé le 17 mars 1836 sous le nom de comté de Harrisburg et est rebaptisé sous son nom actuel, en référence à John Richardson Harris, en décembre 1839.

## Organisation du comté
Le 1er janvier 1836, la ville de Harrisburg est créée par le gouvernement provisoire du Texas. Après plusieurs réorganisations foncières, il est définitivement organisé et autonome le 7 avril 1903. Le 17 mars 1836, elle devient un comté de la république du Texas. Le 28 décembre 1839, le comté est renommé sous son nom actuel. Le 29 décembre 1845, le comté est intégré à l'Etat du Texas, nouvellement créé.
Le comté est baptisé en l'honneur de John Richardson Harris (en), un pionnier, qui fonde, sur les rives du bayou Buffalo, la ville de Harrisburg (en),. Il est le premier à avoir implanté, dès 1829, une scierie à vapeur au Texas.

## Géographie

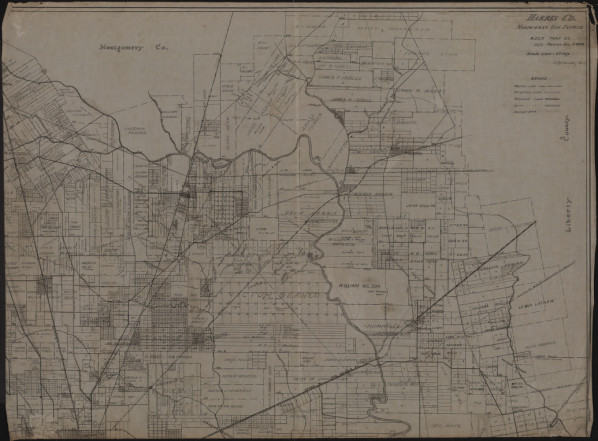
Carte du Comté de Harris – Nord-Est Un-quatrième (environ 1912).

Le comté de Harris est situé au sud-est de l'État du Texas, aux États-Unis,.

Il a une superficie totale de 4 602,5 km2, composée de 4 411,9 km2 de terres et de 191,6 km2 de zones aquatiques.

## Comtés adjacents
| Comté de Waller    | Comté de Montgomery | Comté de Liberty   |
|                    | Comté de Harris     | Comté de Chambers  |
| Comté de Fort Bend | Comté de Brazoria   | Comté de Galveston |

## Démographie
Lors du recensement de 2010, le comté comptait une population de 4 092 459 habitants. En 2018, la population est estimée à 4 698 619 habitants,.

Pyramide des âges du comté de Harris (2000).

| Groupes                          | Comté de Harris | Texas | États-Unis |
| -------------------------------- | --------------- | ----- | ---------- |
| Blancs                           | 56,6            | 70,4  | 72,4       |
| Afro-Américains                  | 19,0            | 11,9  | 12,9       |
| Autres                           | 14,3            | 10,6  | 6,4        |
| Asiatiques                       | 6,2             | 3,8   | 4,8        |
| Métis                            | 3,2             | 2,7   | 2,9        |
| Amérindiens                      | 0,7             | 0,7   | 0,9        |
| Total                            | 100             | 100   | 100        |
|                                  |                 |       |            |
| Hispaniques et Latino-Américains | 40,8            | 37,9  | 16,7       |

## Galerie

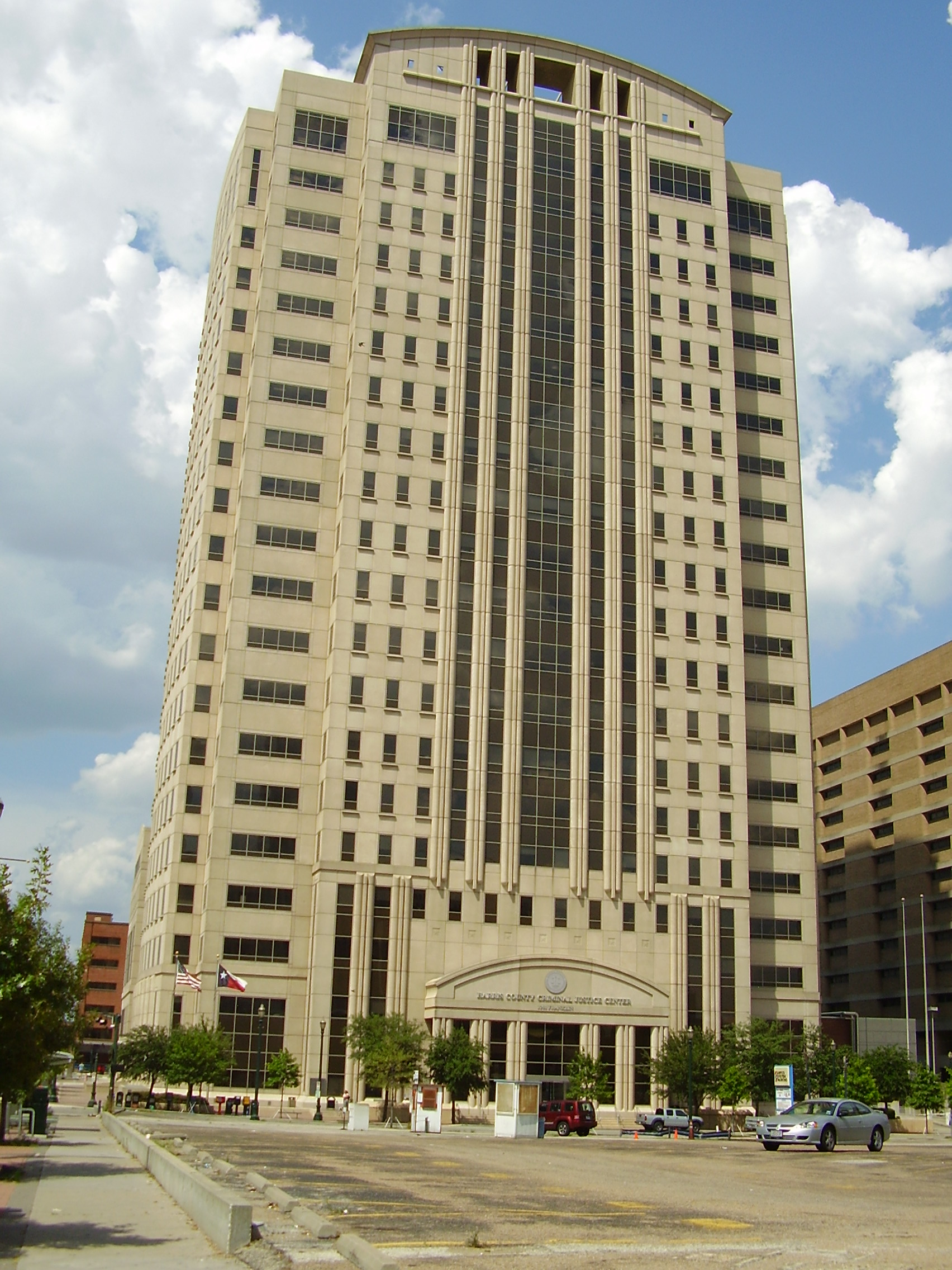
Centre de justice pénale du comté de Harris.
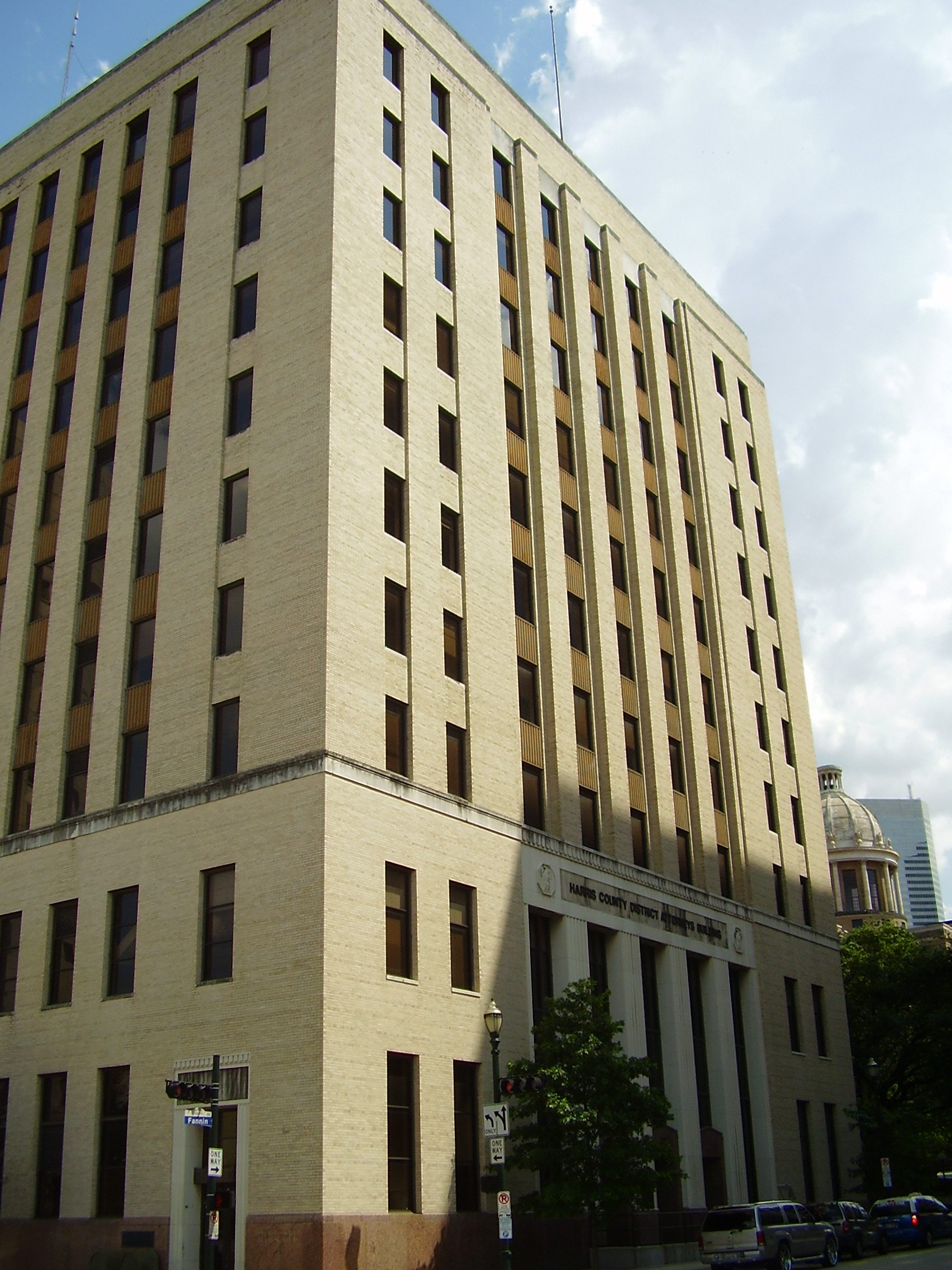
Bâtiment du procureur du comté de Harris.
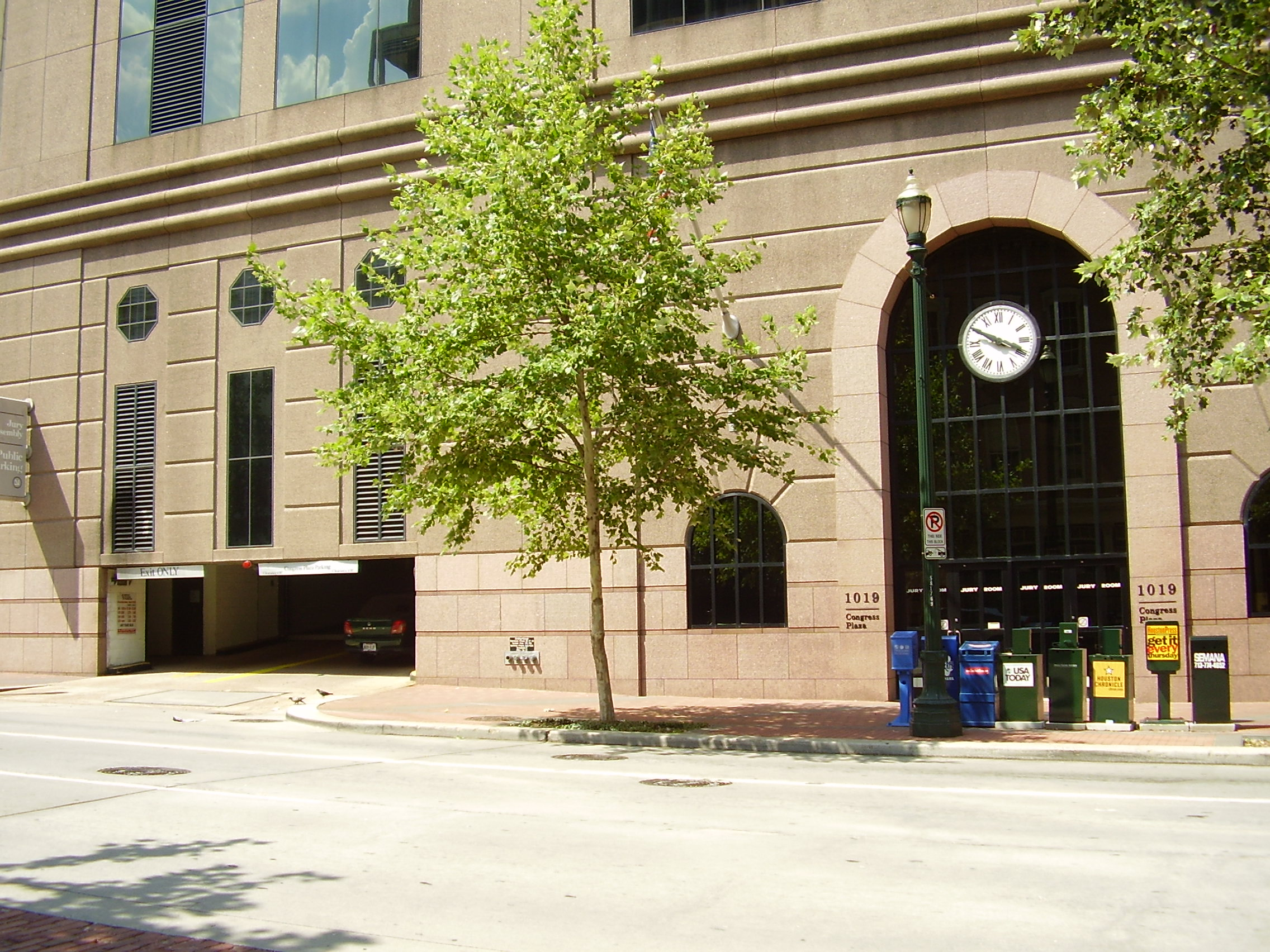
Assemblée du jury du comté de Harris et stationnement public.
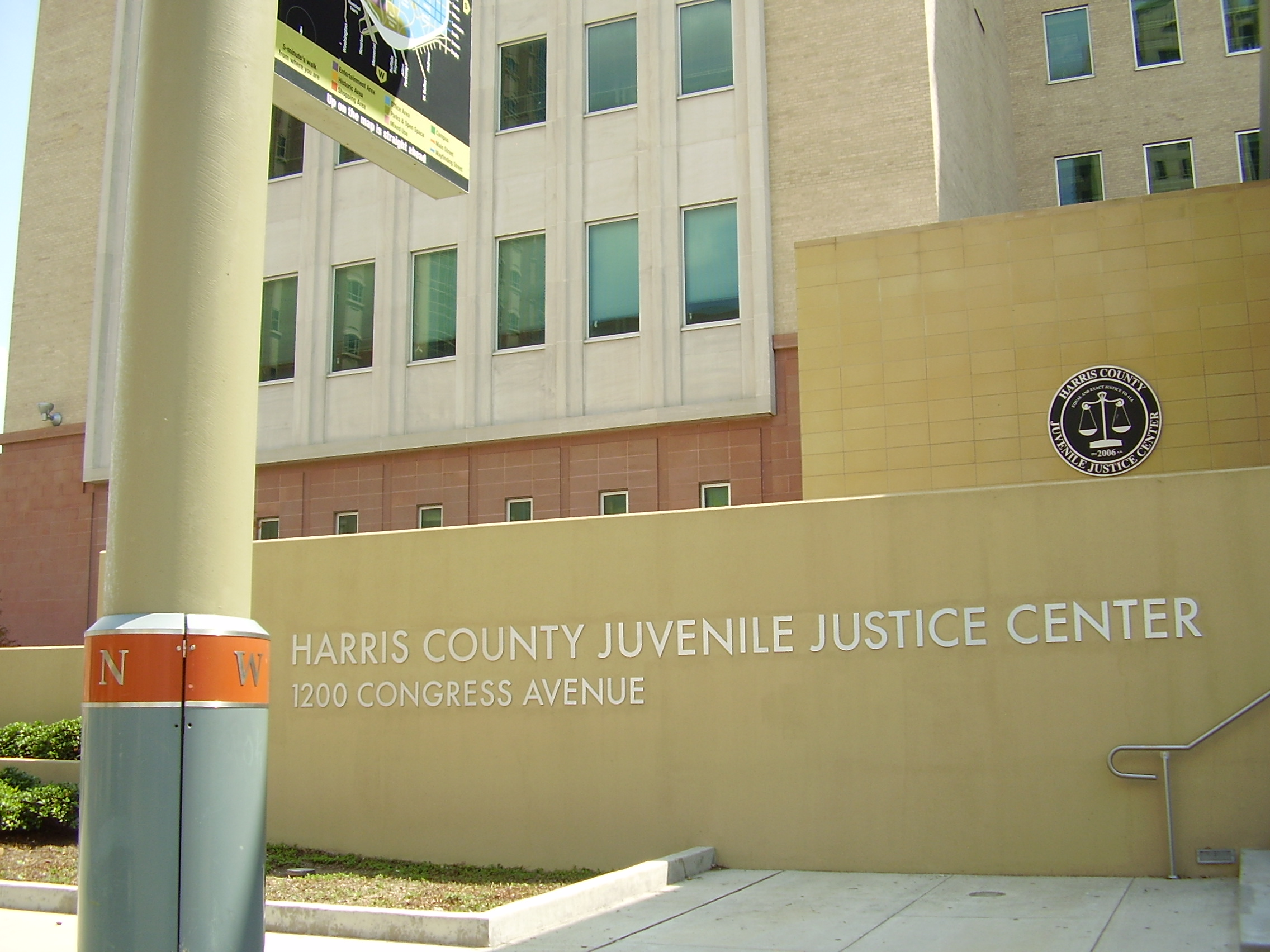
Centre de justice des mineurs du comté de Harris.
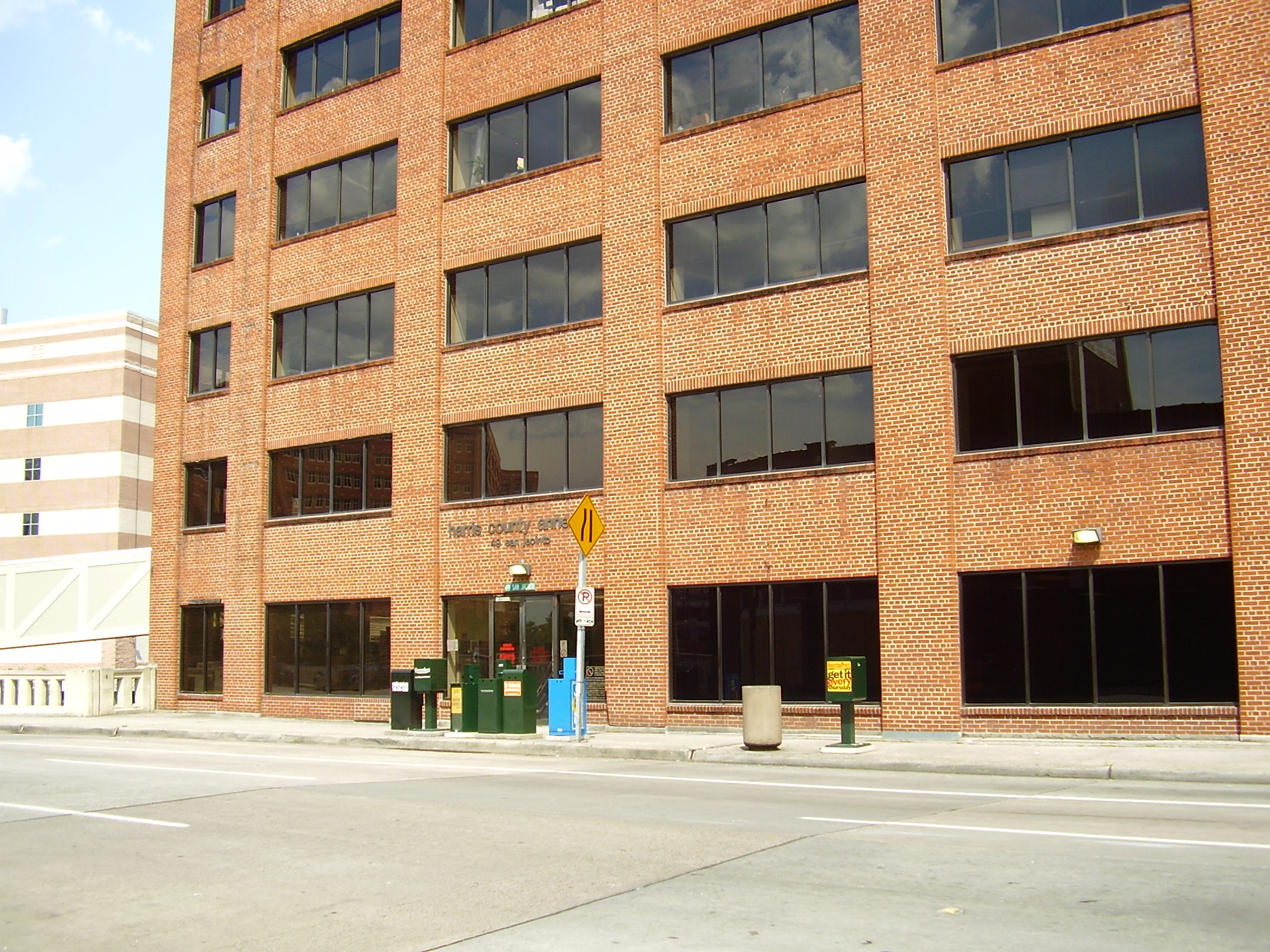
Annexe du comté de Harris.
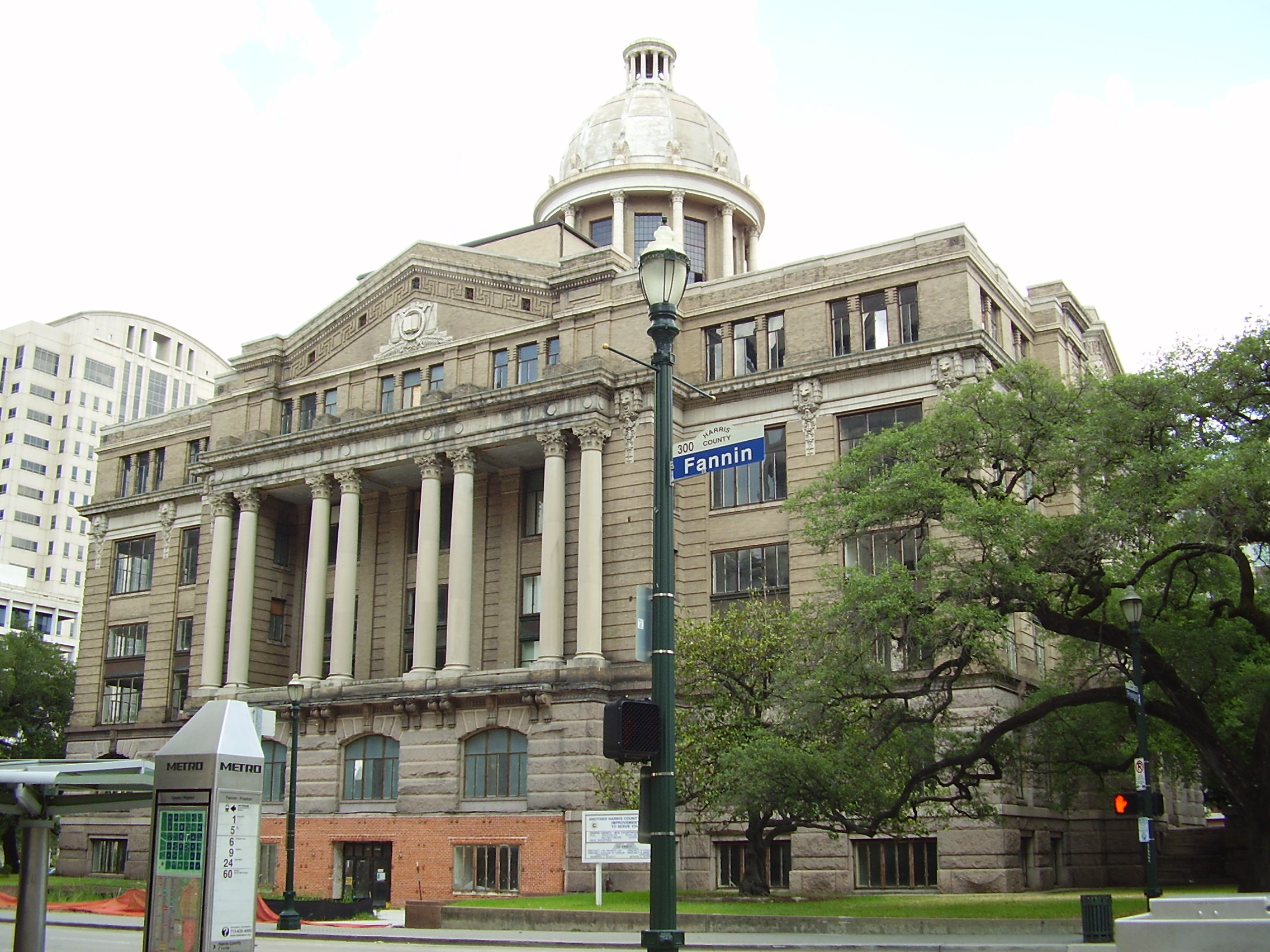
Palais de justice de Harris en 1910.
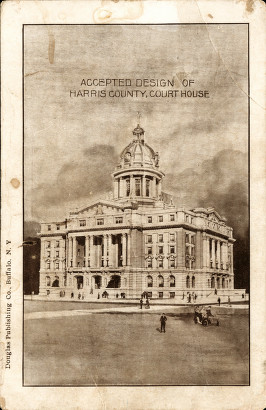
Modèle accepté pour le palais de Justice de Harris (carte postale env. 1910)
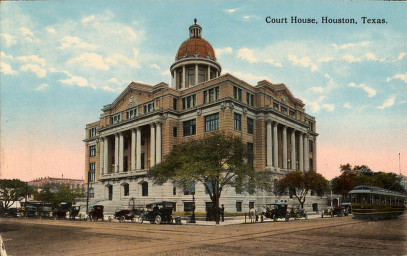
Palais de justice du comté de Harris à Houston, Texas (carte postale env. 1910)